# Dalums församling
Dalums församling var en församling i Skara stift och i Ulricehamns kommun. Församlingen uppgick 2006 i Redvägs församling. 

## Administrativ historik
Församlingen har medeltida ursprung.
Församlingen var till 2006 annexförsamling i pastoratet Blidsberg, Dalum och Humla som från 1983 även omfattade Kölaby församling. Församlingen uppgick 2006 i Redvägs församling.

## Organister
| Period    | Namn             | Levnadstid | Övrigt   |
| --------- | ---------------- | ---------- | -------- |
| 1789–1800 | Sven Wingquist   | 1756–1827  | Organist |
| 1800–1803 | Olof Öhman       | 1784–1831  | Organist |
| 1803–1818 | Anders Wedberg   | 1777–1854  | Organist |
| 1819–1826 | Petter Andersson | 1784–1826  | Organist |
| 1827–1871 | Gustaf Ström     | 1800–1871  | Organist |

## Kyrkor
- Dalums kyrka